# Amanda Alarie
Amanda Alarie (Saint-Pierre-de-Sorel, 2 de enero de 1888-Montreal, 9 de diciembre de 1965), nacida Plante, fue una cantante lírica, artista de vodevil y cómica canadiense.

## Biografía
En la década de 1920 estudió voz con Arthur Laurendeau (profesor en el Conservatorio Nacional y en la Schola cantorum) y Jeanne Maubourg. Gracias a su voz de soprano tardó poco tiempo en hacerse notar en la sociedad canadiense de opereta y de variedades líricas de Montreal. Sin embargo, siguiendo el consejo de Jeanne Maubourg, empezó a trabajar en la radio como actriz.
En 1937 fue una de las estrellas del espectáculo La Veillée du samedi soir en la radio CKAC de Montreal, como cantante de ópera. Participó en la revista musical Fridolinons y Fridolinades que Gratien Gélinas escribió y dirigió entre 1938 y 1946. También durante 1930, 1940 y 1950 prestó su voz y su talento para la actuación en seriales de radio como Un homme et son péché.
De 1942 a 1946 actuó paralelamente en teatro con la obra Les Paysanneries, junto a Hector Charland, Albert Duquesne, Estelle Mauffette, Juliette Huot y Fred Barry. Fue una adaptación teatral de Claude-Henri Grignon de su novela Un homme et son péché. Escribió esta adaptación teatral tras el gran éxito del programa de radio.
En el cine interpretó a la señora Chouinard en Le Gros Bill, una película de Jean-Yves Bigras y René Delacroix de 1949. En 1953 participó en la obra Tit-Coq, una producción franco-canadiense co-firmada por René Delacroix y Gratien Gélinas, con el papel de la madre Désilets.
En televisión, después de representar a la madre Plouffe entre 1953 y 1959 en la serie de televisión La Famille Plouffe, basada en la novela de Roger Lemelin Les Plouffe, repitió su personaje de Joséphine Plouffe en otras dos telenovelas del universo de Lemelin: En haut de la pente douce, entre 1959 y 1961, y Le Petit monde du père Gédéon en 1962.
Contrajo matrimonio con Sylva Alarie, maestro de capilla y jefe adjunto de orquesta de la Sociedad canadiense de opereta y fue madre de Pierrette Alarie, soprano de carrera. Amanda Alarie murió en 1965 a la edad de 77 años.

## Filmografía
- 1945: Fridolinons
- 1949: El Gordo Bill (Sra Chouinard)
- 1953 - 1959: La Familia Plouffe (Joséphine Plouffe)
- 1953: Tit Gallo (La madre Desilets)
- 1959 - 1961: En haut de la pente douce (Joséphine Plouffe)
- 1962 - 1963: Le Petit monde du père Gédéon (Joséphine Plouffe)